# Gustav Švab
Gustav Benjamin Švab (19. jun 1792 — 4. novembar 1850) je bio nemački pisac, pastor i izdavač.
Gustavov otac Johan Kristof Švab (Johann Christoph Schwab) je bio tajni dvorski savetnik i privremeni profesor na tzv. Visokoj Karlovoj školi u Štutgartu (Hohe Karlsschule), koja je tada imala status univerziteta, a majka Friderika (Friederike) je bila iz bogate trgovačke porodice. Švab je rastao u luteransko-humanističnoj atmosferi švapskog obrazovanog građanstva. Pohađao je Štutgartsku gimnaziju, a od 1809. do 1814. je kao stipendista Evangeličke zadužbine u Tibingenu (Evangelisches Stift Tübingen) studirao na tamošnjem Eberhard-Karlovom univerzitetu (Eberhard Karls Universität Tübingen), najpre filologiju i filozofiju, a potom i teologiju.
Za vreme studija je ustanovio književni kružok i sprijateljio se sa Ludvigom Ulandom, Karlom Farnhagenom i Justinusom Kernerom (Ludwig Uhland, Karl Varnhagen, Justinus Kerner), s kojima je objavio i poznatu zbirku pesama Nemačka pesnička šuma (Deutscher Dichterwald, 1813). U proleće 1813. godine putovao je u severnu Nemačku, gde se, između ostalog, susreo sa Geteom i Šlajermaherom.
Krajem 1817. postao je profesor klasičnih jezika na Višoj gimnaziji u Štutgartu (današnja Eberhard-Ludvigova gimnazija, Eberhard-Ludwigs-Gymnasium). Svega nekoliko meseci posle toga oženio je Sofi Gmelin (Sophie Gmelin), kćerku profesora prava. Od 1825. godine pa nadalje radio je dvadeset godina na izdavanju Lista za književnu razonodu (Blätter für literarische Unterhaltung) izdavačke kuće Brokhaus (Brockhaus), a od 1828. godine dobija posao urednika književne rubrike čuvenog Jutarnjeg lista za otmene slojeve (Morgenblatt für gebildete Stände) jednoga od najplodnijih nemačkih izdavača, Johana Fridriha Kote (Johann Friedrich Cotta). Ovo je za nemački književni svet toga doba bio jedan od glavnih položaja, te Švab postaje mecenom za mlađe autore.
Za izdavačku kuću Mecler (Metzler) 1827. je otpočeo i uređivao najveću nemačku ediciju klasičnih autora u prevodu. Za svoju dužnost Švab je smatrao da treba deci što više približiti svet klasične mitologije, što mu je dalo ideju da 1835. godine objavi antologiju Pesnici stare Grčke za žensku omladinu prerađeni (Die Dichter des alten Griechenlands für die weibliche Jugend bearbeitet).
1828 — 1829. izlazi mu dvotomna zbirka pesama (Gedichter) sa slavnom baladom Jahač i Bodensko jezero (Der Reiter und der Bodensee). Švab je voleo i da putuje, te je u ovom periodu objavio dva vodiča – o Švapskim Alpama (1823) i Bodenskom jezeru (1827). Prevodio je i strane autore, posebno sa francuskog. Treba još spomenuti zbirku nemačkih priča za narod (Die deutschen Volksbücher, 1835).
Švaba su mnogobrojna zaduženja gušila, a političke prilike žestoko uznemiravale, te je duševni mir potražio u begu. Godine 1837. je dobio parohiju u selu Gomaringen u podnožju Švapskih Alpa, a propovedi su mu, pored učiteljskog rada, postale omiljenim zanimanjem. Iz Gomaringena je išao na nekoliko putovanja: 1839. u Švajcarsku, 1840. na Rajnu, 1841. u Švedsku i Dansku. Iz ovog nemirnog doba potiču dva putopisa – po Švapskoj i po Švajcarskoj, kao i obimni životopis Šilerov (1840) i teološki traktat (1840) izazvan Štrausovim Životom Isusa.
Upravo u Gomaringenu je Švab od 1838. do 1840. iz mnogobrojnih antičkih izvornika probrao najznačajnije i najupečatljivije priče, preveo ih na nemački i majstorski sjedinio. Za pojedine priče je koristio desetine izvora, stapajući ih rečenicu po rečenicu u jedinstvenu celinu. Neke delove je prepričao, ponešto skratio, a najokrutnije i erotske odlomke je, u pedagoške svrhe, ublažio. Od tada su njegove Najlepše priče klasične starine (Die schönsten Sagen des klassischen Altertums) postale jedan od najvažnijih posrednika antičke književne i religiozne tradicije na nemačkom govornom području, pa i šire. Uticale su i utiču na recepciju grčko-rimske mitologije ne samo među decom, kojima su prvenstveno bile posvećene, već i među odraslima.
Godine 1841. je preuzeo gradsku parohiju Svetog Leonarda u Štutgartu, 1842. je postao crkveni dekan (superintendent za Štutgartski okrug), od 1845. je viši prosvetni savetnik i stariji većnik duhovnog ureda za visoke škole u Virtembergu (Württemberg). 1847. je nagrađen počasnim doktoratom teologije Tibingenskog univerziteta.
Umro je u Štutgartu 1850. od srčanog udara, izazvanog premorom u javnom radu.
Najpoznatiji srpskohrvatski prevod Švaba uradio je Stjepan Hosu.

## Spoljašnje veze
- Švabova dela na projektu Gutenberg (језик: немачки)